# 徳島県道279号中島港線
徳島県道279号中島港線（とくしまけんどう279ごう なかしまこうせん）は、徳島県阿南市を通る一般県道である。

## 概要
阿南市那賀川町上福井から阿南市那賀川町中島に至る。那賀川北岸にある中島港と国道55号阿南道路とを結ぶ。

### 路線データ
- 起点：阿南市那賀川町上福井（徳島県道402号阿南徳島自転車道線交点）
- 終点：阿南市那賀川町中島（国道55号交点、徳島県道402号阿南徳島自転車道線上）
- 総延長：1.33 km[1]

## 歴史
- 1990年（平成2年）3月31日 - 認定。

## 路線状況

### 重複区間
- 徳島県道402号阿南徳島自転車道線（阿南市那賀川町上福井 - 阿南市那賀川町中島（終点））

## 地理

### 通過する自治体
- 徳島県
  - 阿南市

### 交差する道路
| 交差する道路                                                                    | 交差する場所   | 交差する場所 |
| ------------------------------------------------------------------------------- | -------------- | ------------ |
| 徳島県道402号阿南徳島自転車道線                                                 | 那賀川町上福井 | 起点         |
| 徳島県道402号阿南徳島自転車道線 重複区間起点                                    | 那賀川町上福井 | 起点         |
| 国道55号 / 阿南道路 国道195号 重複 徳島県道402号阿南徳島自転車道線 重複区間終点 | 那賀川町中島   | 終点         |

### 沿線
- 中島港
- 那賀川
- 出島川
- 阿南市科学センター